# Martijn de Vries
Martijn de Vries (Rotterdam, 28 maart 1992) is een Nederlands voormalig voetballer die als verdediger speelde.
De Vries speelde in de jeugd bij V.O.C., Feyenoord, wederom V.O.C. en SBV Excelsior. In 2009 tekende hij een driejarig contract bij Excelsior. Hij debuteerde op 3 december 2011 in het eerste elftal in de Eredivisie in de uitwedstrijd tegen AFC Ajax.
In juni 2012 tekende hij voor twee seizoenen bij Sparta Rotterdam.
Op 18 september 2012 leverde hij zijn contract bij Sparta Rotterdam in vanwege blessures en stopte met voetbal.
De Vries maakte deel uit van de Nederlandse selectie op het Europees kampioenschap voetbal onder 17 - 2009 waar Nederlands tweede werd.

## Carrière
| seizoen | club             | land      | competitie     | wed. | goals |
| ------- | ---------------- | --------- | -------------- | ---- | ----- |
| 2011/12 | SBV Excelsior    | Nederland | Eredivisie     | 3    | 0     |
| 2012/13 | Sparta Rotterdam | Nederland | Eerste divisie | 0    | 0     |
| Totaal  |                  |           |                | 3    | 0     |